# Francis Dana
Francis Dana, född den 13 juni 1743 i Charlestown, Massachusetts, död den 25 april 1811 i Cambridge, Massachusetts, var en amerikansk jurist. Han var far till Richard Henry Dana den äldre och svärfar till Washington Allston.
Dana tog livlig andel i oavhängighetsstriderna, valdes 1776, 1778 och 1784 till medlem av den kontinentala kongressen, åtföljde 1779 som sekreterare John Adams på dennes diplomatiska mission till Europa och vistades 1780-1783 som utnämnd, men ej av ryska regeringen erkänd minister i Sankt Petersburg. Efter sin hemkomst var Dana synnerligen verksam för den nya unionsförfattningens ratifikation i Massachusetts och var 1791-1806 denna stats överdomare.